# الانتخابات الرئاسية المالديفية 2018
جرت الانتخابات الرئاسية المالديفية في 23 أيلول/سبتمبر 2018 حيث سعى الرئيس الحالي عبد الله يمين من الحزب التقدمي إلى إعادة انتخابه لفترة ثانية مدتها خمس سنوات فيما حاولَ خصمه إبراهيم محمد صلح من الحزب الديمقراطي منعهُ من ذلك. شكّلت النتائج مفاجأة لدى الكثير حيثُ نجحَ مرشّح المعارضة صلح في الحصول على 58% من الأصوات ليكون بذلك سابع رئيسٍ للجزيرة. بهذا الفوز؛ سيتولّى إبراهيم محمد منصبه في 17 تشرين الثاني/نوفمبر 2018 ليكونَ بذلك ثالث رئيس مُنتخب ديمقراطيًا في البلاد منذ هزيمة محمد نشيد لمأمون عبد القيوم في انتخابات عام 2008 والتي أنهت 30 سنة من حُكم هذا الأخير للبلاد.

## النظام الانتخابي
يُنتخبُ رئيس المالديف باستخدام الاقتراع على دورتين. ومع ذلك؛ لم يكن هناك مرشحين في انتخابات عام 2018 مما جعل هذه النسخة بسيطة إلى حد ما.

## المرشحين
حاولَ الرئيس الحالي عبد الله يمين من خلال حملاته الانتخابية الحصول على تأييد شعبي لولاية ثانية. في شباط/فبراير 2018؛ انتشرت بعض الأخبار التي تُفيد بأنّ الرئيس السابق محمد نشيد يعتزم خوض الانتخابات باسم الحزب الديمقراطي المالديفي. ومع ذلك وبحلول حزيران/يونيو 2018 تمّ ترشيح إبراهيم محمد صلح كمرشحٍ بعدما سحبَ نشيد ترشيحه.

## الحملات الانتخابية
عملَ الرئيس عبد الله يمين في حملته الانتخابية على وعود تهمّ التنمية الاقتصادية وتعزيز الإسلام في البلد،  مدعيًا أن المعارضة مدعومة من قِبل كهنة مسيحيين. جديرٌ بالذكر هنا أنّ حكومته كانت مقربة جدًا من الحكومة الصينية حيث وقع البلدان اتفاقية التجارة الحرة وحصلت بذلك المالديف على الأموال الصينية لتمويل مشاريع البنية التحتية. في المقابل سعت المعارضة إلى تحسين العلاقات مع الهند ووعدت بالعديد من الإصلاحات التي تهمّ الشعب والمواطن. قبل أيام قليلة من الانتخابات؛ وعدَ يمين ببناء مساكن للمواطنين وكذلك إلغاء الغرامات على المخالفات المرورية والفواتير كما وعدَ بإطلاق سراح عدة مئات من السجناء.

## ما قبلَ الانتخابات
قبل الانتخابات كانت هناك مخاوف من تزوير التصويت من قبل حكومة يمين التي عيّنت واحدًا من أنصارها وهو أحمد شريف في منصب رئاسة اللجنة الانتخابية. حظرت الدولة المراقبين الدوليين من مراقبة الانتخابات كما فرضت قيود شديدة على وسائل الإعلام الأجنبية. تزامنًا مع ذلك داهمت الشرطة مقرّ الحزب الديمقراطي قبل يومٍ من الانتخابات مدعية إجرائها تحقيقًا في «توزيع الأموال لشراء الأصوات». تمت إدانة هذه المداهمة من قِبل الحكومتين الأمريكية والبريطانية فيما أكّد الاتحاد الأوروبي على عدم إرساله لأي مراقبين للانتخابات وذلك بسببِ فشل المالديف في تلبية الشروط الأساسية للرصد أمّا الولايات المتحدة فقد هددت مسؤولون في الجمهورية في حالة ما لم تكن الانتخابات حرة ونزيهة. تمّ منعُ بعض مراقبي الانتخابات من دخول البلاد بسبب عدم منحهم التأشيرة،  على الرغم من كونهم مسجلين لدى لجنة الانتخابات.

### قائمة المنظمات المراقبة
المصدر: اللجنة الانتخابية لجزر المالديف

#### المراقبين الدوليين
- المراقبة السريلانكية
- المُراقبة الفلبينية
- المراقبة الرومانية
- مراقبة منظمة التعاون الإسلامي.
- المراقبة التايلاندية
- المراقبة الماليزية
- المراقبة الفلسطينية
- أحزاب المراقبة البريطانية
- المراقبة المجريّة
- المراقبة الأوروبية
- الشبكة الآسيوية لانتخابات حرّة ونزيهة

#### مراقبين دوليين آخرين
- : نيويورك تايمز، أسوشيتد برس
- – المركز السويسري للإذاعة والتلفزيون
- : صحيفة الاقتصادية - الهندوسية[ا]
- : لوفيجارو[ا] - لوكالة فرانس برس[ا]
- : جريدة يوميوري - اساهي شيمبون - هيئة الإذاعة اليابانية - وكالة انباء كيودو

#### المراقبين الدوليين المرفوضين
- : ذي إيكونوميست
- : طومسون رويترز
- : – راديو الهند راديو وأخبار دوردارشان
- : إيه آر دي

## النتائج
| المرشح                           | المرشح                         | عدد الأصوات                    | النّسبة  |       |
| -------------------------------- | ------------------------------ | ------------------------------ | ------- | ----- |
| إبراهيم محمد صلح                 | الحزب الديمقراطي المالديفي     | 134,705                        | 58.38   |       |
| عبد الله يمين                    | الحزب التقدمي                  | 96,052                         | 41.62   |       |
| صالح/أصوات غير مقبولة            | صالح/أصوات غير مقبولة          | صالح/أصوات غير مقبولة          | 3,132   | –     |
| المجموع                          | المجموع                        | المجموع                        | 233,889 | 100   |
| الناخبين المسجلين/نسبة الإقبال   | الناخبين المسجلين/نسبة الإقبال | الناخبين المسجلين/نسبة الإقبال | 262,135 | 89.22 |
| المصدر: لجنة الانتخابات المالديف |                                |                                |         |       |

## ردود الفعل
- – هنّأ المتحدث باسم وزارة الخارجية الصينية قنغ شوانغ صليح ثم دعا إلى الاستمرارية والاستقرار في جزر المالديف. وأضاف أن الصين تحترم خيار مواطني المالديف مؤكدًا في الوقت ذاته على رغبة الصين في تعزيز الصداقة التقليدية.[13]
- – نشر المتحدث باسم وزارة الخارجية الباكستانية الدكتور محمد فيصل تغريدة على موقع تويتر ذكرَ فيها أن «باكستان بالكامل تدعمُ العملية الديمقراطية في جزر المالديف وسوف تعمل مع الحكومة الجديدة لتعزيز الشراكة بين البلدين.[9]»
- أصدرت المتحدثة باسم وزارة الخارجية هيذر نوريت بيانا جاءَ فيه أن «الولايات المتحدة تهنئ إبراهيم محمد صلح على فوزه في انتخابات جزر المالديف. تُشيد الولايات المتحدة بالتزام مواطني الجمهوريّة بالعملية الديمقراطية وبالمشاركة العالية التي توذنُ ببدء فصل جديد في تاريخ بلدهم. لذلك فنحنُ نتوقع من جميع الأطراف احترام إرادة شعب المالديف ودعم الانتقال السلمي للسلطة يوم 17 نوفمبر من هذا العام.[14]»